# 可茂総合庁舎

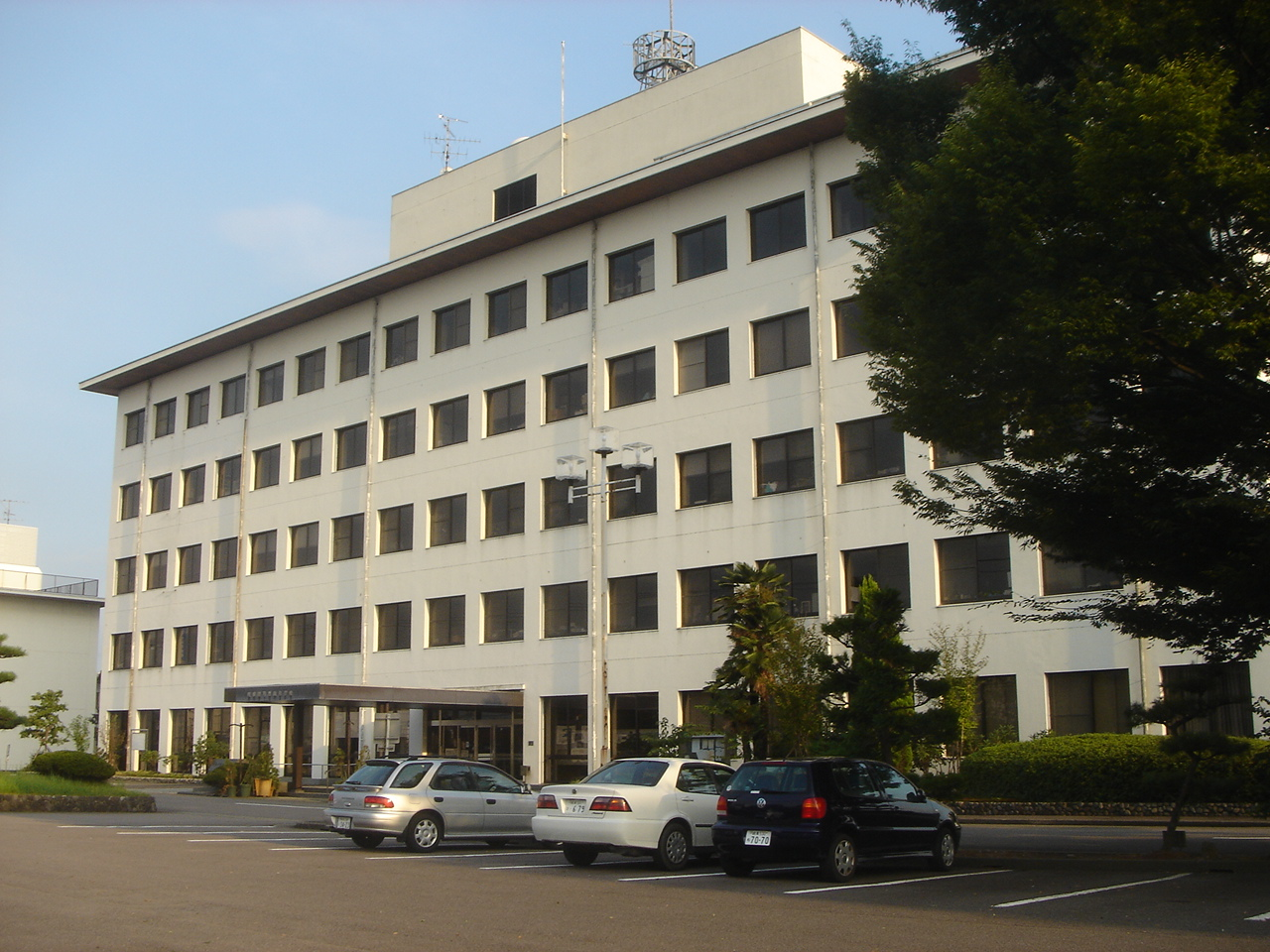
可茂総合庁舎

可茂総合庁舎（かもそうごうちょうしゃ）とは岐阜県美濃加茂市にある公共施設。正式名は岐阜県可茂総合庁舎。
主に可茂地区（美濃加茂市、可児市、加茂郡、可児郡）を管轄する岐阜県の現地機関、公共団体が入居している施設であるが、関市、美濃市の区域も管轄する岐阜県の現地機関（中濃子ども相談センター、中濃家畜保健衛生所、中濃建築事務所）も一部ある。一方で、可茂地区も管轄しながら中濃総合庁舎（後述）内にある現地機関（中濃県税事務所）もある。
建物は地上5階建て。加茂警察署に隣接する。
関市、美濃市に関しては、一部中濃総合庁舎（岐阜県中濃総合庁舎）が業務を行う。また、郡上市に関しては、一部郡上総合庁舎（岐阜県郡上総合庁舎）が業務を行う。

## 可茂総合庁舎

### 主な機関
- 岐阜県可茂県事務所
- 岐阜県可茂保健所
- 岐阜県中濃子ども相談センター
- 岐阜県可茂農林事務所
- 岐阜県中濃家畜保健衛生所
- 岐阜県可茂土木事務所
- 岐阜県中濃建築事務所
- 岐阜県可茂教育事務所
- 自衛隊岐阜地方協力本部美濃加茂地域事務所 など

### 所在地
- 岐阜県美濃加茂市古井町下古井2610番地1（北緯35度26分22.1秒 東経137度1分30.8秒 / 北緯35.439472度 東経137.025222度）

### 交通機関
- JR高山本線・太多線・長良川鉄道越美南線 美濃太田駅より徒歩で約15分。
- あい愛バス（美濃加茂市コミュニティバス）「まちなかぐるっと線」で「可茂総合庁舎」バス停下車、徒歩ですぐ。

## 中濃総合庁舎

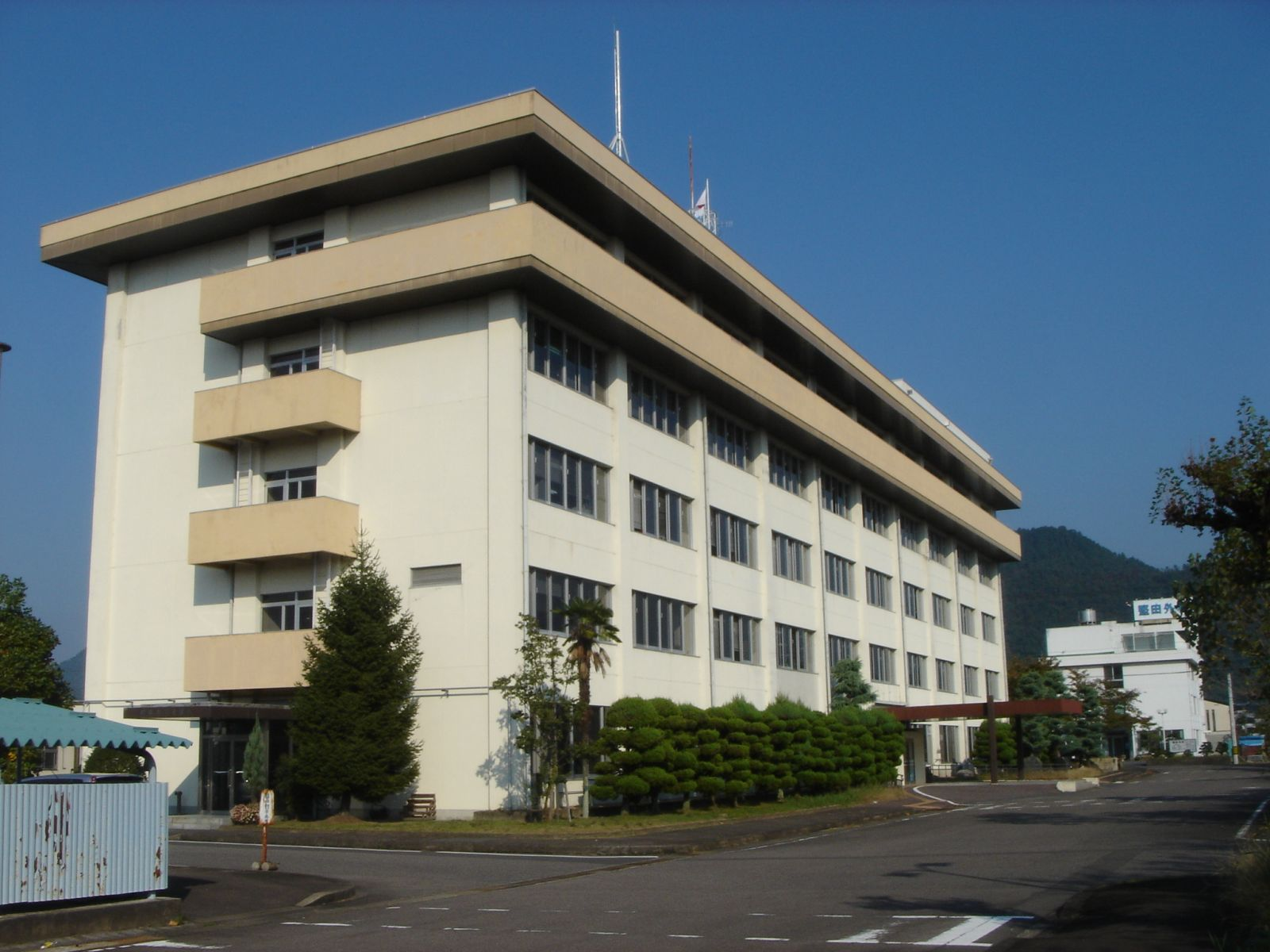
中濃総合庁舎（2007年撮影）

関市、美濃市における岐阜県の現地機関、公共団体が入居している施設。一方で、関市、美濃市も管轄しながら可茂総合庁舎内にある現地機関もある（前述参照）。美濃市、関市に散在していた武儀県事務所、関保健所、美濃土木事務所などの県の行政機関を集約するために建設された。昭和48年10月竣工。

### 主な機関・団体
- 岐阜県中濃県事務所
- 岐阜県中濃県税事務所
- 岐阜県関保健所
- 岐阜県中濃農林事務所
- 岐阜県美濃土木事務所
- 岐阜県美濃教育事務所 など

### 所在地
- 岐阜県美濃市生櫛1612番地2（北緯35度31分50.1秒 東経136度54分1.1秒 / 北緯35.530583度 東経136.900306度）

### 交通機関
- 長良川鉄道越美南線 松森駅より徒歩で約20分。
- 岐阜バス：岐阜美濃線・高美線・牧谷線・高速名古屋線「中濃庁舎」バス停下車、徒歩で約1分。
- 岐阜バス：高速八幡線「高速美濃」バス停下車、徒歩で約5分。

## 郡上総合庁舎

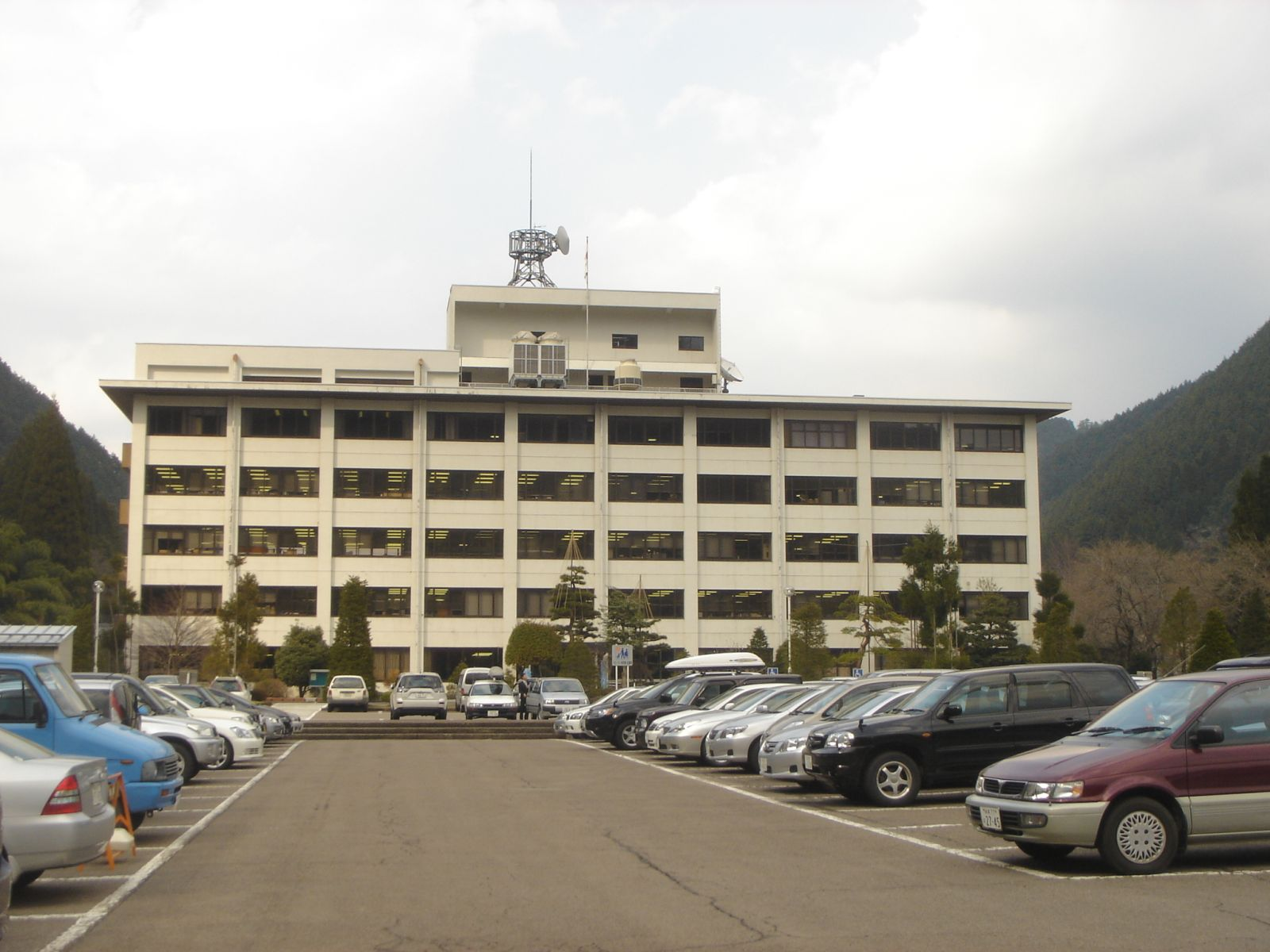
郡上総合庁舎（2008年撮影）

郡上市における岐阜県の現地機関、公共団体が入居している施設。
なお、ワンストップ窓口の実現を理由として、庁舎内には郡上市の建設部も入居している。

### 主な機関・団体
- 岐阜県関保健所郡上センター
- 岐阜県郡上農林事務所
- 岐阜県郡上土木事務所
- 岐阜県長良川上流河川開発工事事務所
- 郡上市建設部（建設総務課、都市住宅課、建設用地課、建設工務課）

### 所在地
- 岐阜県郡上市八幡町初音1727-2（北緯35度45分44.8秒 東経136度57分0.2秒 / 北緯35.762444度 東経136.950056度）

### 交通機関
- 岐阜バス：八幡線・高速八幡線・荘川八幡線・高速八幡線「郡上総合庁舎前」バス停下車、徒歩で約10分。
- 岐阜バスコミュニティ八幡：明宝線・和良線「郡上総合庁舎前」バス停下車、徒歩で約10分。

## 岐阜県の総合庁舎
- 西濃総合庁舎（大垣市）
- 可茂総合庁舎（美濃加茂市）
- 東濃西部総合庁舎（多治見市）
- 飛騨総合庁舎（高山市）
- 揖斐総合庁舎（揖斐川町）
- 中濃総合庁舎（美濃市）
- 郡上総合庁舎（郡上市）
- 恵那総合庁舎（恵那市）
- 下呂総合庁舎（下呂市）

※ 主要総合庁舎とされるのは、西濃、可茂、東濃西部、飛騨の4箇所である。